# Skrajny Diabli Grzbiet

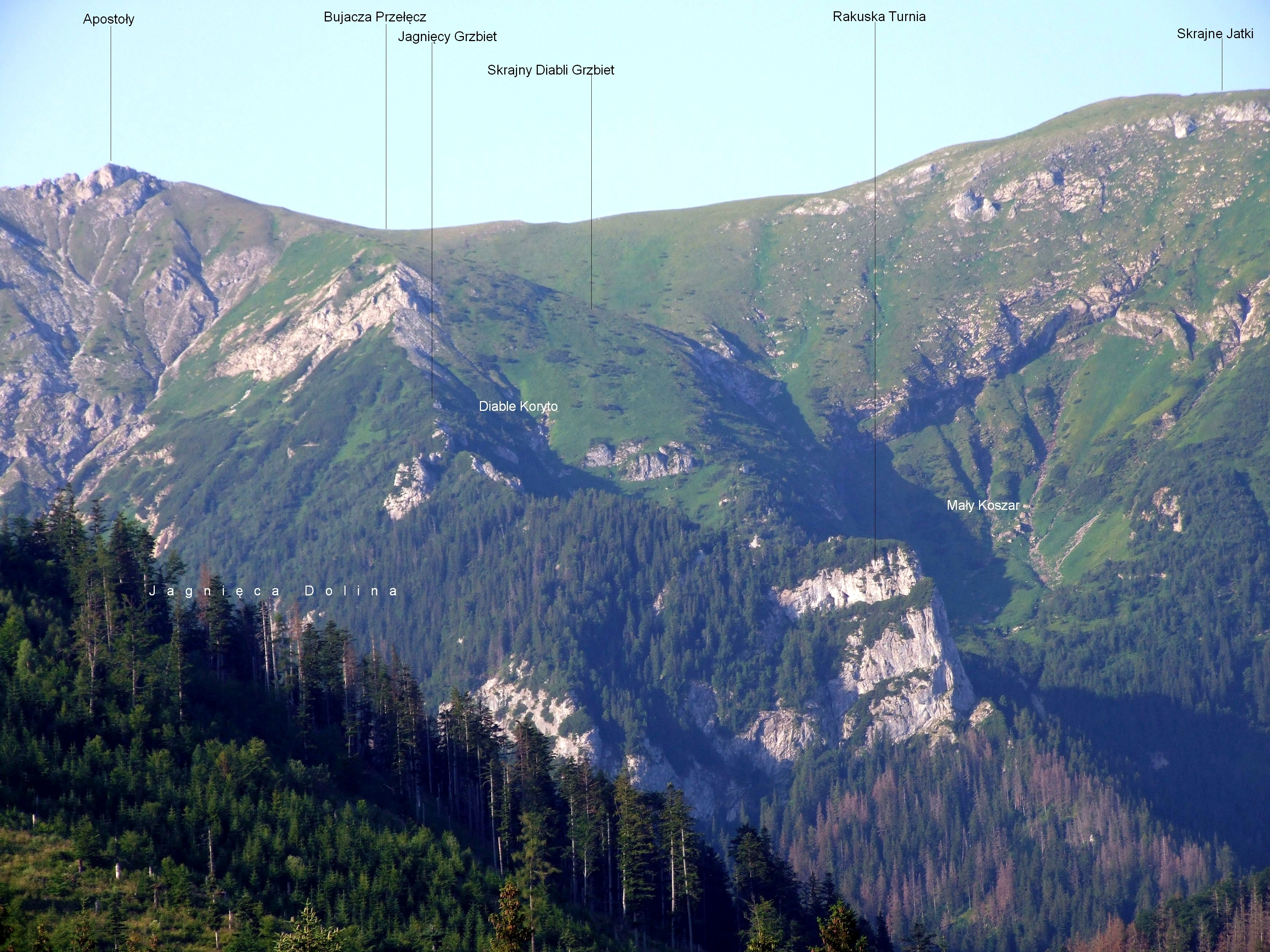
Widok ze Zdziaru

Skrajny Diabli Grzbiet – boczne odgałęzienie Jagnięcego Grzbietu na północnej stronie słowackich Tatr Bielskich.
Północny grzbiet Bujaczego Wierchu zwany Jagnięcym Grzbietem rozgałęzia się na dwa ramiona:
- orograficznie prawe z Rakuską Turnia, będące głównym ciągiem Jagnięcego Grzbietu;
- lewe, zwane Skrajnym Diablim Grzbietem[1].

Ramiona te tworzą ograniczenie głębokiej, V-kształtnej depresji o nazwie Diable Koryto. Jest to jedno z górnych pięter Doliny pod Koszary. Diable nazwy w tym rejonie pochodzą od tego, że jedno z górnych pięter Doliny pod Koszary (Wielki Koszar) dawniej nosiło nazwę Diabli Koszar. Skrajny Diabli Grzbiet oddziela Diable Koryto od Małego Koszara – również będącego górnym piętrem Doliny pod Koszary. Jest częściowo skalisty, częściowo porośnięty lasem lub kosodrzewiną, a w górnej części trawiasty.